# Podmorska arheološka zona akvatorija otoka Visa, Biševa, Brusnika i Sveca
Podmorska arheološka zona akvatorija otoka Visa, Biševa, Brusnika i Svecta je arheološka zona u podmorju pomorja otoka Visa, Biševa, Brusnika i Sveca.

## Povijest
Podmorska arheološka zona otoka Visa, Biševa, Brusnika i Svetca područje je s najvećom koncentracijom povijesno-arheoloških nalaza na Jadranu. Zbog iznimno povoljnog zemljopisnog položaja otoka Visa, a time i izuzetne povijesne važnosti koju je otok imao, područje viškog akvatorija bilo je sjecište povijesnih plovnih putova i vojnih operacija od razdoblja pretpovijesti pa do završetka Drugoga svjetskog rata. Unutar predmetne podmorske zone nalazi se više podmorskih arheoloških nalazišta upisanih u Registar kulturnih dobara Republike Hrvatske, ali, uzimajući u obzir izuzetno veliku koncentraciju nalaza, podatke prikupljene od ronilaca i ribara te značaj ovoga prostora u razdoblju antike, srednjega i novoga vijeka, unutar predmetnoga područja izvjesno je postojanje brojnih, još za sada nepoznatih podmorskih nalazišta, pojedinačnih arheoloških nalaza ili manje skupine nalaza.

## Zaštita
Pod oznakom Z-6496 zavedeno je kao nepokretno kulturno dobro - kulturno-povijesna cjelina, pravna statusa zaštićena kulturnog dobra, klasificirano kao "arheološka baština ".